# Mohd Khalil Yaakob

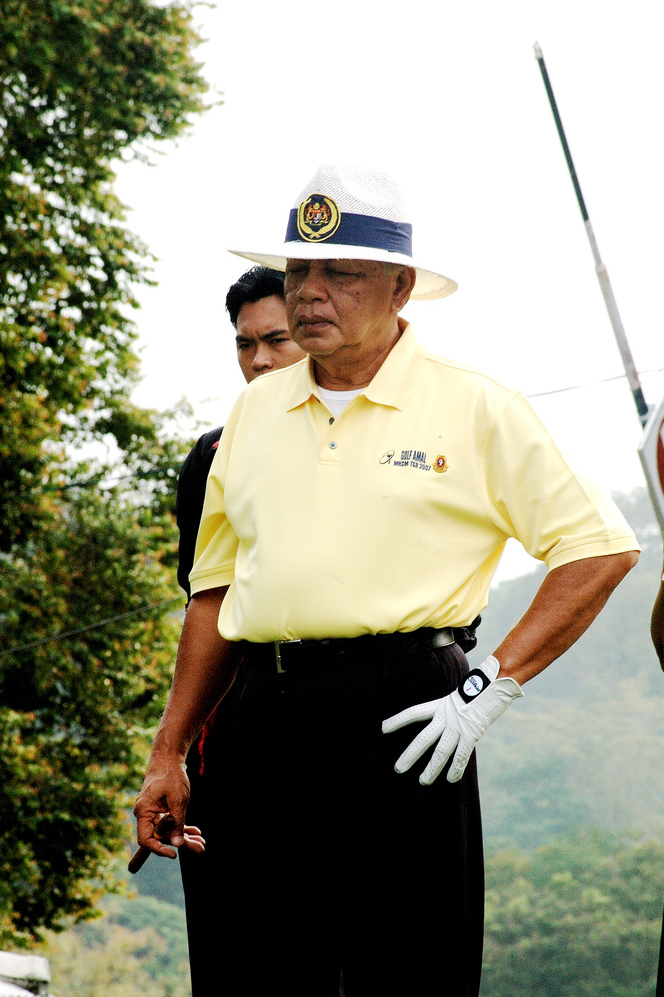

Tun Datuk Seri Utama Mohd Khalil bin Yaakob (Jawi محمد خليل بن يعقوب; geboren 29. Dezember 1937 in Kuantan, Pahang, Malaysia) war vom 4. Juni 2004 bis zum 4. Juni 2020 der Yang di-Pertua Negeri (Gouverneur) des malaysischen Bundesstaates Malakka. Er ist Politiker der United Malays National Organisation (UMNO) in Pahang.

## Leben
Khalil machte am Malay College Kuala Kangsar seinen Schulabschluss und schloss sein Studium an der University of Malaya mit dem Bachelor of Arts. Er wurde Berufsdiplomat und war in Italien, Marokko, Singapur und Indonesien. Er ist mit Toh Puan Datuk Seri Utama Hajah Zurina Binti Kassim verheiratet.

## Politische Karriere
Khalil ist Mitglied der United Malays National Organisation und sei 1984 Mitglied im Vorstand der Partei. 1999 wurde er Generalsekretär der Partei.
Bei den Parlamentswahlen 1978 wurde er in das Parlament von Pahang gewählt. 1982 gewann er einen Parlamentssitz in Maran und wurde stellvertretender Bildungsminister. 1984 wurde er im Kabinett als Leiter des Prime Minster Departments berufen.
Khalil gewann bei Wahl 1986 den Bukit Tajau und wurde Menteri Besar von Pahang. Dieses Amt hatte er bis 1999 drei Wahlperioden inne. Bei der Parlamentswahl 1999 wurde er für Kuantan in das Parlament von Malaysia gewählt. Danach wurde er zum Informationsminister gewählt. 2004 trat er zu Wiederwahl nicht mehr an.
Im April 2001 reichte Fauzi Abdul Rahman, Abgeordneter für Pahang, Anzeige gegen Mohd Khalil ein, da er als Menteri Besar von Pahang Geld unterschlagen haben soll.

## Gouverneur
Am 4. Juni 2004 ernannte Yang di-Pertuan Agong Tuanku Syed Sirajuddin ihn zum Yang di-Pertua Negeri von Malakka.
In seiner Amtszeit wurde Malakka am 7. Juli 2008 zum UNESCO-Weltkulturerbe ernannt.

## Titel und Auszeichnungen
Er erhielt folgende Auszeichnungen:
Die Tun Mohd Khalil Yaakob Moschee in Tanjung Minyak ist nach ihm benannt.

### Titel
Er trägt den Titel des „Tun Datuk Seri Utama“. Dies ist eine Kombination aus dem malaysischen Titel „Tun“ (SMN) und seinem Malakkantitel „Datuk Seri Utama“ (DUNM).
Auch in den anderen Bundesstaaten von Malaysias werden ähnliche Kombination aus dem Titel „Tun“ (SMN) und ihrem lokalen Titel. So heißt der Herrscher von Sabah Tun Datuk Seri Panglima.

### Ehrungen durch Malaysia
- Malaysia:
  -  Grand Commander des Order of the Defender of the Realm (SMN) mit dem Titel Tun (2004)[11]
  -  Commander des Order of Loyalty to the Crown of Malaysia (PSM) mit dem Titel Tan Sri (1989)[12]
  -  Companion des Order of Loyalty to the Crown of Malaysia (JSM) (1979)[12]
- Malakka Als 6. Yang di-Pertua Negeri von Malakka ist er seit 4. Juni 2004:
  -  Großmeister und Grand Commander des Premier and Exalted Order of Malacca (DUNM) mit dem Titel Datuk Seri Utama
  -  Großmeister des Exalted Order of Malacca
- Kelantan:
  -  Knight Grand Commander des Order of the Life of the Crown of Kelantan auch „Star of Ismail“ (SJMK) genannt mit dem Titel Dato’
- Pahang:
  -  Grand Knight des Order of Sultan Ahmad Shah of Pahang (SSAP) mit dem Titel Dato’ Sri
  -  Grand Knight des Order of the Crown of Pahang (SIMP) mit dem Titel Dato’ Sri
  -  Knight Companion des Order of Sultan Ahmad Shah of Pahang (DSAP) mit dem Titel Dato’
  -  Companion des Order of the Crown of Pahang (SMP)
- Terengganu:
  -  Supreme class des Order of Sultan Mizan Zainal Abidin of Terengganu (SUMZ) mit dem Titel Dato’ Seri Utama
- Sabah:
  -  Grand Commander des Order of Kinabalu (SPDK) mit dem Titel Datuk Seri Panglima
- Sarawak:
  -  Knight Grand Commander (Datuk Patinggi) des Order of the Star of Hornbill Sarawak (DP) mit dem Titel Datuk Patinggi

### Ausländische Ehrungen
- Deutschland: Verdienstorden der Bundesrepublik Deutschland

Am 29. September 2016 wurde ihm ein Ehrendoktor (PhD) in Leadership von der Limkokwing University of Creative Technology (LUCT) verliehen.